# The Vintage Tour
The Vintage Tour var en konsertturné av Dolly Parton 2005 för att marknadsföra coveralbumet Those Were the Days.

## Bakgrund
Många fans blev överraskade då Dolly Parton mot mitten av 2005 meddelade att hon skulle turnera för att marknadsföra albumet Those Were the Days, som släpptes vid mitten av turnén. Hon hade tidigare meddelat, mot slutet av 2004, att hon istället för att turnera skulle skriva musikalen 9 to 5. Men nu meddelade hon att hon skulle turnera, både med gammalt eget material och .
Turnén startade i Atlantic City den 19 augusti 2005 och avslutades den 16 december 2005 i Myrtle Beach, South Carolina.

## Showen

### Turnédatum
| Datum                    | Ort                               | Anläggning                  |
| ------------------------ | --------------------------------- | --------------------------- |
| 16 augusti 2005          | Atlantic City, New Jersey, USA    | House of Blues              |
| 18 augusti 2005          | New York, New York, USA           | Radio City Music Hall       |
| 19 augusti 2005          | Uncasville, Connecticut, USA      | Mohegan Sun Casino          |
| 20 augusti 2005          | Philadelphia, Pennsylvania, USA   | Mann Center                 |
| 23 augusti 2005          | Washington, D.C., USA             | DAR Constitution Hall       |
| 25 augusti 2005          | Portland, Maine, USA              | Cumberland Civic Center     |
| 27 augusti 2005          | Halifax, Nova Scotia, Kanada      | Metro Center                |
| 28 augusti 2005          | St. John, New Brunswick, Kanada   | Harbour Station             |
| 31 augusti 2005          | Ottawa, Ontario, Kanada           | Corel Centre                |
| 1 september 2005         | Toronto, Ontario, Kanada          | Molson Amphitheatre         |
| 24 och 25 september 2005 | Pigeon Forge, Tennessee, USA      | Dollywood Celebrity Theatre |
| 30 september 2005        | Los Angeles, California, USA      | Gibson Amphitheatre         |
| 1 oktober 2005           | Las Vegas, Nevada, USA            | House of Blues              |
| 2 oktober 2005           | San Francisco, California, USA    | Strictly Bluegrass Fest     |
| 4 oktober 2005           | Santa Rosa, California, USA       | Luther Burbank Center       |
| 6 oktober 2005           | Denver, Colorado, USA             | Colorado Convention Center  |
| 25 oktober 2005          | Danville, Kentucky, USA           | Norton Centre for the Arts  |
| 27 oktober 2005          | Detroit, Michigan, USA            | Fox Theatre                 |
| 28 oktober 2005          | Chicago, Illinois, USA            | Chicago Theatre             |
| 29 oktober 2005          | Madison, Wisconsin, USA           | Alliant Energy Center       |
| 30 oktober 2005          | Milwaukee, Wisconsin, USA         | Milwaukee Theatre           |
| 1 november 2005          | Evansville, Indiana, USA          | Roberts Stadium             |
| 2 november 2005          | Moline, Illinois, USA             | Mark of the Quad Cities     |
| 4 november 2005          | Kansas City, Missouri, USA        | Municipal Auditorium        |
| 5 november 2005          | Sioux City, Iowa, USA             | Tyson Events Center         |
| 6 november 2005          | Rochester, Minnesota, USA         | Taylor Arena                |
| 8 november 2005          | Oklahoma City, Oklahoma, USA      | Ford Center                 |
| 9 november 2005          | Tulsa, Oklahoma, USA              | Mabee Center                |
| 25 november 2005         | Atlanta, Georgia, USA             | Gwinnet Center              |
| 26 november 2005         | Orlando, Florida, USA             | House of Blues              |
| 27 november 2005         | Boca Raton, Florida, USA          | Mizner Park Amphitheatre    |
| 28 november 2005         | Clearwater, Florida, USA          | Ruth Eckerd Hall            |
| 1 december 2005          | Dallas, Texas, USA                | Nokia Live                  |
| 2 december 2005          | Dallas, Texas, USA                | Adam's Mark Hotel Ballroom  |
| 3 december 2005          | Birmingham, Alabama, USA          | Birmingham Theatre          |
| 6 december 2005          | Little Rock, Arkansas, USA        | Alltel Arena                |
| 8 december 2005          | Tallahassee, Florida, USA         | Tallahassee Civic Center    |
| 9 och 10 december 2005   | Charenton, Louisiana, USA         | Cypress Bayou               |
| 15 december 2005         | Charlotte, North Carolina, USA    | Bobcats Arena               |
| 16 december 2005         | Myrtle Beach, South Carolina, USA | House of Blues              |

### Spellista
Typisk spellista:
1. Those Were the Days
2. 9 to 5
3. Jolene
4. Crimson & Clover
5. Me & Bobby McGee
6. My Tennessee Mountain Home
7. Coat of Many Colors
8. Smoky Mountain Memories1
9. Marry Me
10. Applejack2
11. Little Sparrow (acapella)3
12. Here You Come Again
13. Two Doors Down
14. PMS Blues
15. If I Were a Carpenter (med Richard Dennison)
16. Turn! Turn! Turn!
17. Blowin' in the Wind4
18. Imagine
19. I Will Always Love You
20. Hello God5

Sånger framförda på vissa konserter, men inte alla:
1. Where Do the Children Play?
2. Where Have All the Flowers Gone
3. These Old Bones
4. Hard Candy Christmas

## Medverkande

### The Mighty Fine Band
- Bandledare, gitarr: Kent Wells
- Trummor: Steve Turner
- Piano: Paul Hollowell
- Fidel: Jay Weaver
- Dobro, gitarr: Richie Owens
- Banjo: Bruce Watkins
- Keyboard: Michael Davis
- Körsång: Jennifer O'Brien, Vicki Hampton och Richard Dennison

### Övriga medverkande
- Dolly Partons personliga turnémanager: Don Warden
- Turnémanager: Dave Fowler
- Produktionsassistent: Maryjo Spillane
- Direktör, Scénkoreografi: Steve Summers
- Scénmanager och säkerhet: Danny Nozzell
- Marknadsföring: Ira Parker